# Vierkirchen (Szászország)
Vierkirchen Község Németországban, azon belül Szászország tartományban. Lakosainak száma 1639 fő (2023. december 31.). Vierkirchen Reichenbach/O.L., Königshain, Waldhufen, Hohendubrau, Weißenberg és Löbau községekkel határos.

## Népesség
A település népességének változása:
| Lakosok száma | 1687 | 1676 | 1649 | 1651 | 1639 |
|               | 2017 | 2019 | 2021 | 2022 | 2023 |